# Delias aganippe
Delias aganippe är en fjärilsart som först beskrevs av Donovan 1805.  Delias aganippe ingår i släktet Delias och familjen vitfjärilar. Inga underarter finns listade i Catalogue of Life.

## Bildgalleri

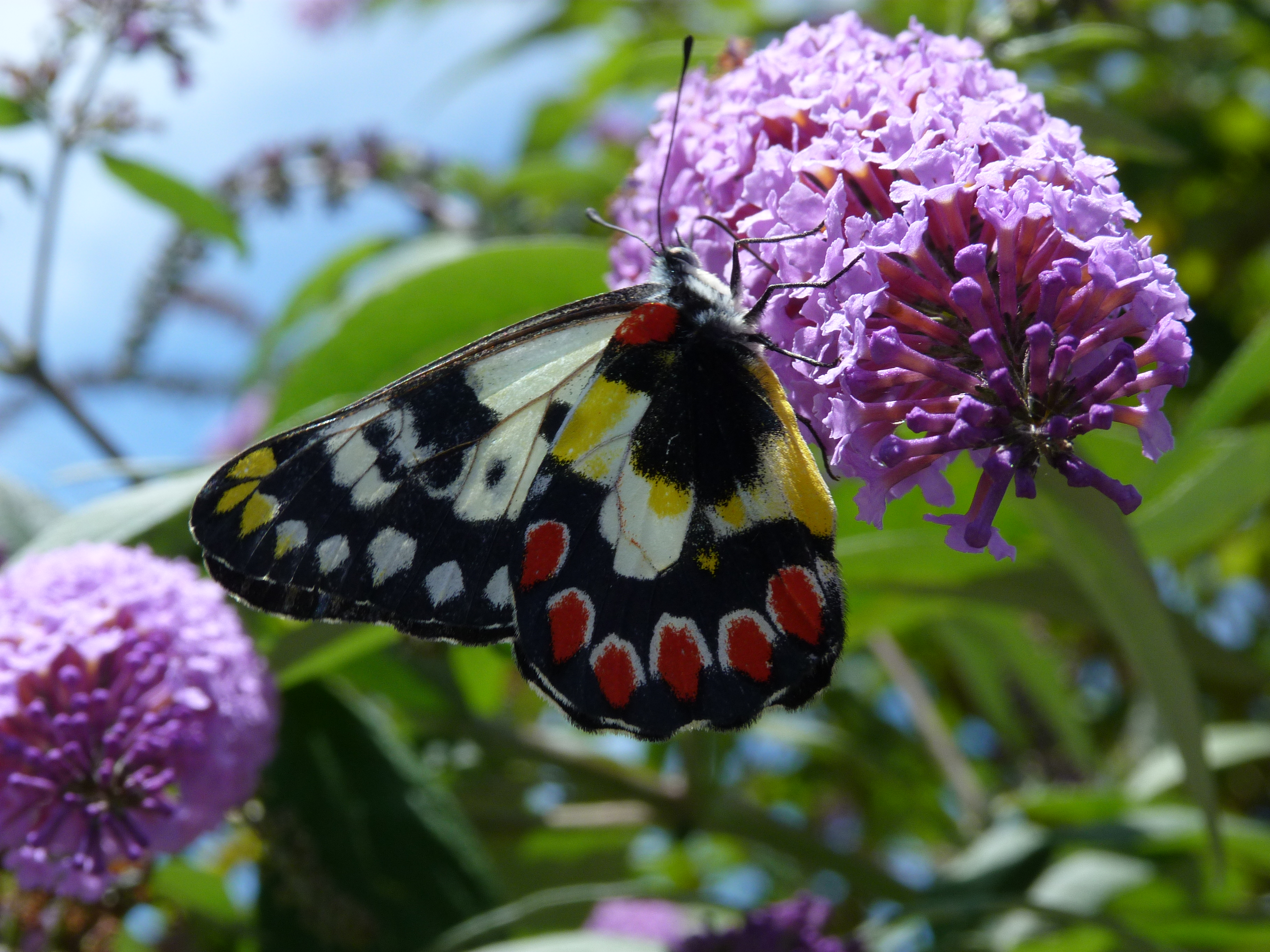